# 신안 수항리 궁항석장승
신안 수항리 궁항석장승은 전라남도 신안군 도초면 수항리에 있는 장승이다. 2009년 12월 16일 신안군의 향토유적 제6호로 지정되었다.

## 개요
50~60년 전 마을에서 멀리 바라다 보이는 산의 바위 형상으로 인해 마을에서 인물이 나오지 않는다 하여 세웠다고 구전된다.